# Ульяновский, Георгий Георгиевич
Георгий Георгиевич Ульяновский (1918—1993) — подполковник Советской Армии, участник Великой Отечественной войны, Герой Советского Союза (1944).

## Биография
Георгий Ульяновский родился 19 января 1918 года в Петрограде. После окончания в 1939 году Балашовского лётного училища Гражданского воздушного флота работал пилотом в гражданской авиации в Тюмени. В 1941 году Ульяновский был призван на службу в Рабоче-крестьянскую Красную Армию. С начала Великой Отечественной войны — на её фронтах.
К февралю 1944 года капитан Георгий Ульяновский командовал эскадрильей 872-го штурмового авиаполка (281-й штурмовой авиадивизии, 14-й воздушной армии, Волховского фронта). К тому времени он совершил 105 боевых вылетов на штурмовку скоплений боевой техники и живой силы противника, нанеся ему большие потери.
Указом Президиума Верховного Совета СССР от 13 апреля 1944 года капитан Георгий Ульяновский был удостоен высокого звания Героя Советского Союза с вручением ордена Ленина и медали «Золотая Звезда».
После окончания войны Ульяновский продолжил службу в Советской Армии. В 1950 году он окончил курсы усовершенствования офицерского состава. В 1958 году в звании подполковника Ульяновский был уволен в запас. Проживал в Луцке.

## Награды
Был также награждён двумя орденами Красного Знамени, орденом Александра Невского, двумя орденами Отечественной войны 1-й степени, орденом Красной Звезды и рядом медалей.